# Saint-Léger-des-Prés
Saint-Léger-des-Prés is een gemeente in het Franse departement Ille-et-Vilaine (regio Bretagne) en telt 222 inwoners (2004). De plaats maakt deel uit van het arrondissement Saint-Malo.

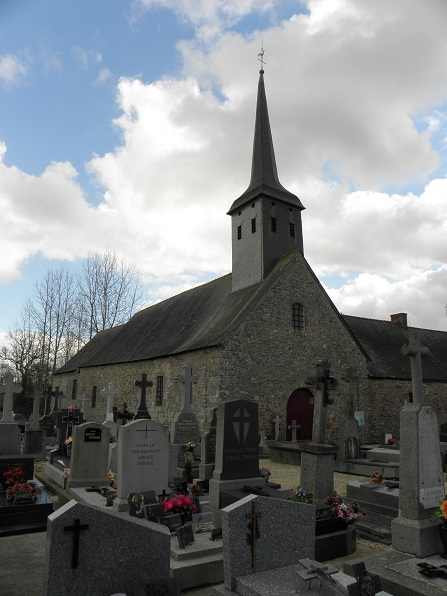
Kerk van Saint-Léger-des-Prés
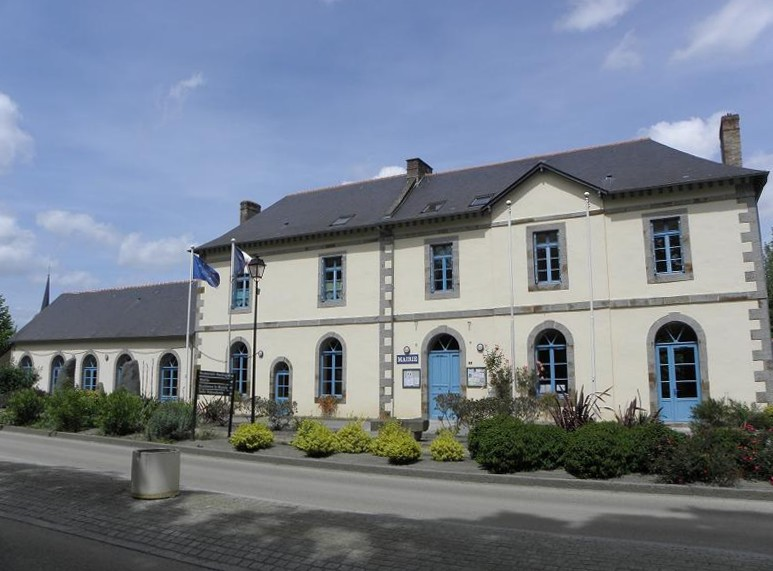
Gemeentehuis

## Geografie
De oppervlakte van Saint-Léger-des-Prés bedraagt 5,5 km², de bevolkingsdichtheid is 40,4 inwoners per km².
De onderstaande kaart toont de ligging van Saint-Léger-des-Prés met de belangrijkste infrastructuur en aangrenzende gemeenten.

## Demografie
Onderstaande figuur toont het verloop van het inwonertal (bron: INSEE-tellingen).

1. ↑  Populations de référence 2022.